# Amanda Bingson
Amanda Bingson (née le 20 février 1990 à Victorville) est une athlète américaine, spécialiste du lancer du marteau. 

## Biographie

### Palmarès
| Date | Compétition           | Lieu      | Résultat | Épreuve           | Marque  |
| ---- | --------------------- | --------- | -------- | ----------------- | ------- |
| 2013 | Championnats du monde | Moscou    | 8e       | Lancer du marteau | 72,56 m |
| 2014 | Coupe continentale    | Marrakech | 2e       | Lancer du marteau | 72,38 m |
| 2015 | Championnats du monde | Pékin     | 9e       | Lancer du marteau | 72,35 m |

### Records
| Épreuve           | Performance | Lieu       | Date         |
| ----------------- | ----------- | ---------- | ------------ |
| Lancer du marteau | 75,73 m     | Des Moines | 22 juin 2013 |